# Bogota (New Jersey)
Pour les articles homonymes, voir Bogota (homonymie).
Bogota est un borough situé dans le comté de Bergen dans l'État du New Jersey. En 2010, sa population est de 8 187 habitants.

## Source de la traduction
- (en) Cet article est partiellement ou en totalité issu de l’article de Wikipédia en anglais intitulé « Bogota, New Jersey » (voir la liste des auteurs).